# گنسالو خیمنس د کسادا
گُنسالو خیمنس د کسادا (به اسپانیایی: Gonzalo Jiménez de Quesada) (زادهٔ ۱۴۹۵ - مرگ ۱۶ فوریه ۱۵۷۹ در لا سوسکا) جستجوگر اسپانیایی و از گشایندگان کلمبیا بود. او بخش شمالی آمریکای جنوبی را کشف‌کرده‌بود. او در خانواده‌ای یهودیتبار -که به کیش مسیحیت گرویده‌بودند- پاگرفته‌بود. اکتشافاتش سبب گردآوری زر و زمردهای بسیار برای او گشت.
او را در ۱۵۳۶ به امید یافتن ال دورادوی افسانه‌ای برای اکتشاف سرزمین‌هایی از آمریکایی جنوبی برگزیدند و گروهی که آنها را رهبری می‌کرد در این سفر اکتشافی تا بوگوتای کنونی پیشروی نمودند. از ۹۰۰ همراه او تنها ۱۶۶ تن توانستند از این سفر سهمناک از میان جنگل‌های انبوه گذرکنند و این گروه نیز برای زنده ماندن ناچار به خوردن مار، مارمولک، قورباغه و هر چیز دیگری که یافتند شدند. حتی ناچار به خوردن ابزار چرمی همراهشان چون افسار اسب و نیام شمشیرهایشان نیز گشتند. نیروهای کسادا با شکست بومیان بر آن سرزمین چیره‌شدند و کسادا بنیاد شهر بوگوتا را در بلندی‌های آن سامان نهاد.
در ۱۵۶۹ کسادای ۷۰ ساله را مأمور گشودن لانوس در خاور کلمبیا شد. اردوی بزرگ او در انجام مأموریت خود به طور کامل ناکام ماند و در ۱۵۷۲ کسادای افسرده به بوگوتا بازگشت. او به زودی بر اثر بیماری جذام درگذشت.